# Международная конференция за объединение наук
Международная конференция за объединение наук (англ. The International Conference on the Unity of the Sciences (ICUS), другое название «Международная конференция за единство наук») — неправительственная организация, проводящая серии научных конференций, финансируемых в 1970-х годах Международным Фондом Культуры, организацией, основанной Мун Сон Мёном. 

## Концепция
Организация создана как платформа для междисциплинарного общения учёных. Организация состоит в Union of International Associations.

## История
На первой конференции, проведенной в Сеуле, Южная Корея в 1972 году участвовало 20 ученых, а на самой большой конференции в 1982 году участвовало 808 участников из 100 стран. 
В работе организации в разное время участвовали нобелевские лауреаты Джон Кэрью Эклс (по физиологии и медицине 1963 год, председательствовавший на конференции 1976 года) и в 1982 году — Юджин Вигнер (по физике 1963 год), экономист и политолог Фридрих Август фон Хайек и приверженец теологии Холокоста (Holocaust theology) Ричард Рубинштейн. 
Последняя конференция в рамках Международной конференции за единство наук состоялась в 2000 году.
После кончины в 2012 году основателя Международной конференции за единство наук д-ра Мун Сон Мёна его вдова Хан Хак Ча возобновила работу организации, которая впоследствии вошла в состав Hyo Jeong Academy of Arts and Sciences. С 2021 года программы Международной конференции за единство наук проходили при спонсорстве Фонда Вашингтон таймс.

## Внешние ссылки
- Официальный сайт ICUS
- Публикации ICUS